# Kéo

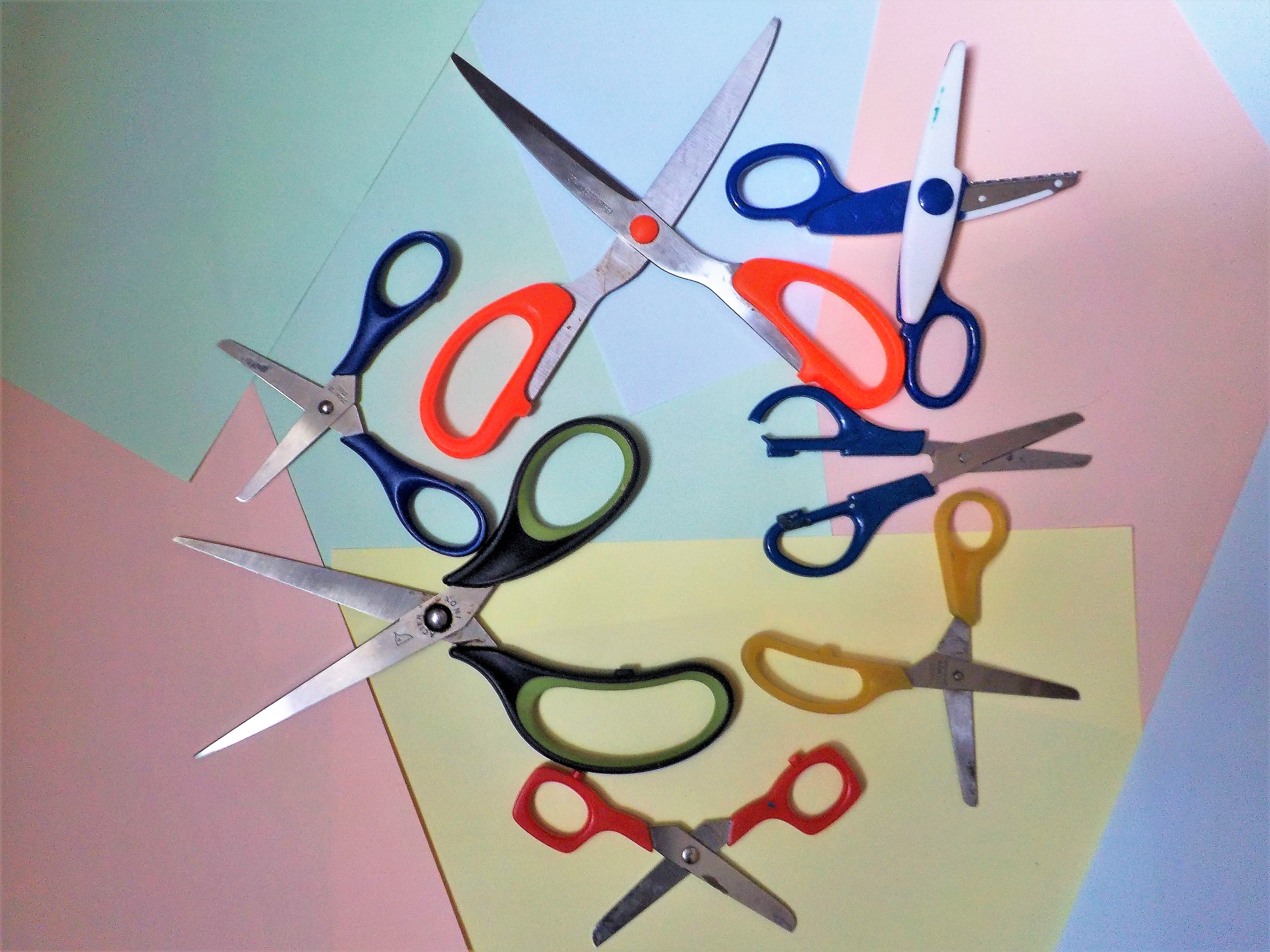
Vài loại kéo, cho nhà bếp, cắt may và cho cắt giấy

Kéo là dụng cụ cầm tay để cắt đồ vật. Nó bao gồm một cặp kim loại cạnh sắc xoay xung quanh một trục cố định. Nguyên lý hoạt động của kéo cơ bản dựa trên nguyên lý đòn bẩy, tương tự như kìm. Ngoài ra cũng có một số loại kéo nhỏ gọn không dùng đinh tán cố định hai nửa lưỡi kéo mà lợi dụng tính đàn hồi của kim loại. Kéo được sử dụng để cắt đứt các vật liệu khác nhau, chẳng hạn như giấy, bìa các tông, lá kim loại, nhựa mỏng, cao su, vải, sợi dây thừng và dây điện. Kéo cũng được dùng để cắt tóc, thực phẩm hoặc trong phẫu thuật.

## Lịch sử

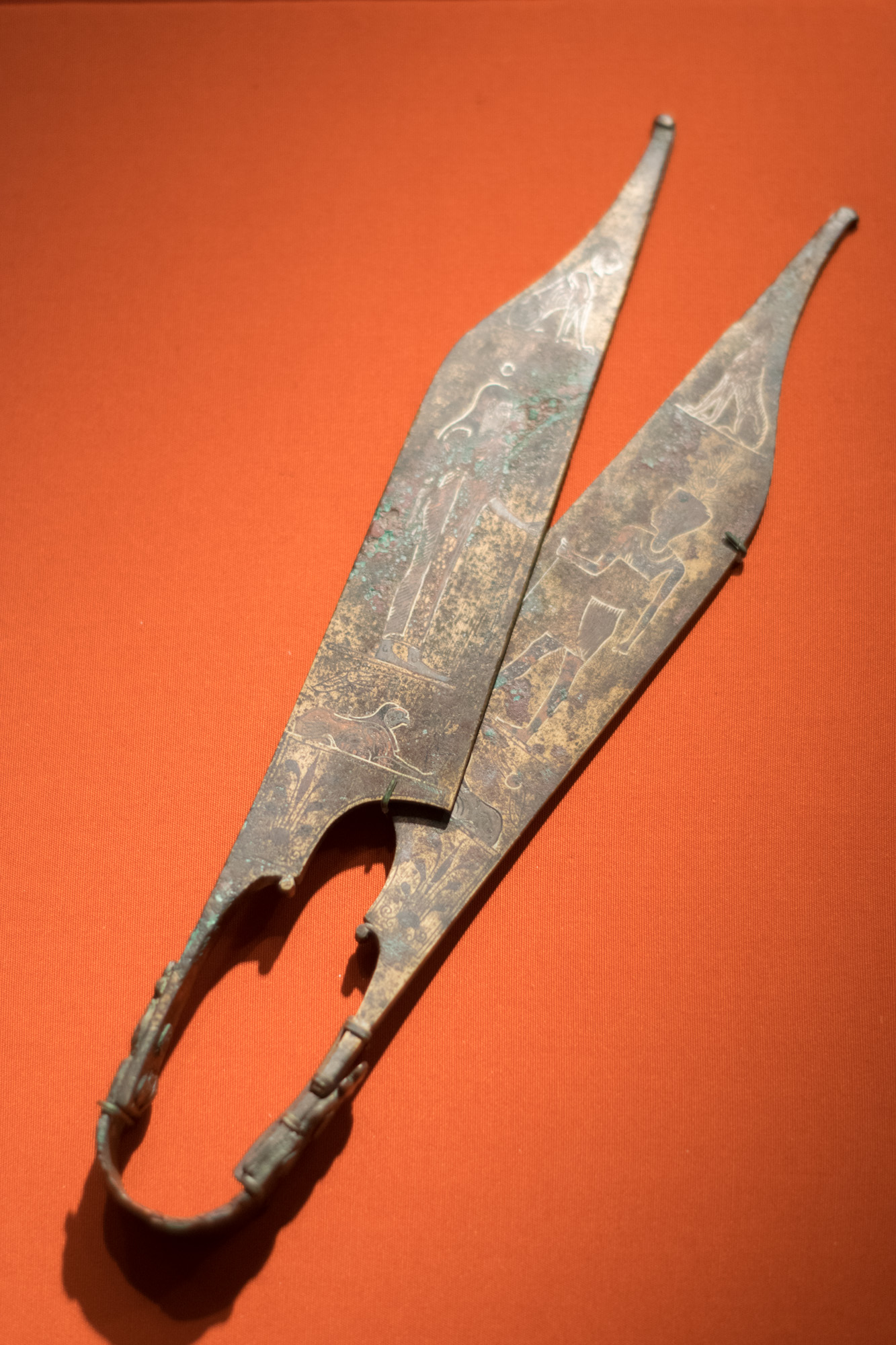
Kéo thế kỷ thứ 2, vùng Đông Bắc Thổ Nhĩ Kỳ

Chiếc kéo được phát minh khoảng năm 1500 TCN ở Ai Cập cổ đại. Chiếc kéo sớm nhất được biết đến xuất hiện ở đồng bằng Lưỡng Hà khoảng 3,000 đến 4,000 năm trước. Đây là những chiếc kéo lò xo gồm hai lưỡi đồng được giữ áp sát vào nhau ở chỗ tay cầm bằng một miếng đồng cong, mỏng, và linh hoạt nhằm để giữ hai lưỡi kéo tại đúng vị trí, cho phép chúng được ép sát lại với nhau, và kéo chúng ra xa nhau khi người dùng bỏ tay ra.
Kéo dùng lò xo tiếp tục được sử dụng ở châu Âu cho đến thế kỷ thứ 16. Tuy nhiên, kéo xoay bằng đồng hoặc sắt, trong đó lưỡi bị xoay tại một điểm giữa một tâm và tay cầm, tổ tiên trực tiếp của kéo hiện đại, được người La Mã phát minh vào năm khoảng 100. Kéo sau đó được sử dụng phổ biến không chỉ ở La Mã cổ đại, mà còn ở Trung Quốc, Nhật Bản, và Triều Tiên, và nguyên lý trên vẫn được dùng trong hầu hết các chiếc kéo ngày nay.

### Sơ khai
Trong thời kỳ Trung Cổ và Phục Hưng, kéo dùng lò xo đã được sản xuất bằng cách nung nóng một thanh sắt hoặc thép, sau đó cán phẳng trên một cái đe và định hình thành lưỡi kéo. Trung tâm của thanh sắt được nung nóng và uốn cong để tạo thành lò xo, sau đó làm lạnh và nung nóng lần nữa để làm tăng tính linh hoạt.
William Whiteley & Sons (Sheffield) Ltd đã sản xuất kéo từ năm 1760, mặc dù người ta tin rằng doanh nghiệp này bắt đầu kinh doanh thậm chí sớm hơn. Thương hiệu kéo đầu tiên mang nhãn hiệu 332, đã được cấp phép năm 1791. Công ty vẫn còn sản xuất kéo cho đến ngày nay, và là công ty sản xuất kéo lâu đời nhất ở phương Tây.
Kéo xoay được được sản xuất với số lượng lớn vào năm 1761, khi Robert Hinchliffe sản xuất các cặp kéo hiện đại đầu tiên làm bằng thép đúc được làm cứng và đánh bóng. Hinchliffe sống ở Cheney Square, London, và đã nổi tiếng khi là người đầu tiên đưa ra một bảng quảng cáo tự xưng là "nhà sản xuất kéo tốt".
Trong thế kỷ 19, kéo được sản xuất gia công bằng tay với tay cầm được trang trí công phu. Chúng được làm bằng cách dùng búa cán mỏng thép trên bề mặt lõm để tạo thành những lưỡi dao. Khung vòng trong tay cầm kéo được sản xuất bằng cách đục một lỗ trên tấm thép và mở rộng nó bằng mũi nhọn của một cái đe.
Năm 1649, tại Phần Lan, một xưởng gia công sắt được thành lập tại làng Fiskars giữa Helsinki và Turku. Năm 1830, một chủ sở hữu mới của xưởng này bắt đầu sản xuất dao kéo đầu tiên tại Phần Lan, với nhãn hiệu Fiskars.

## Hình ảnh

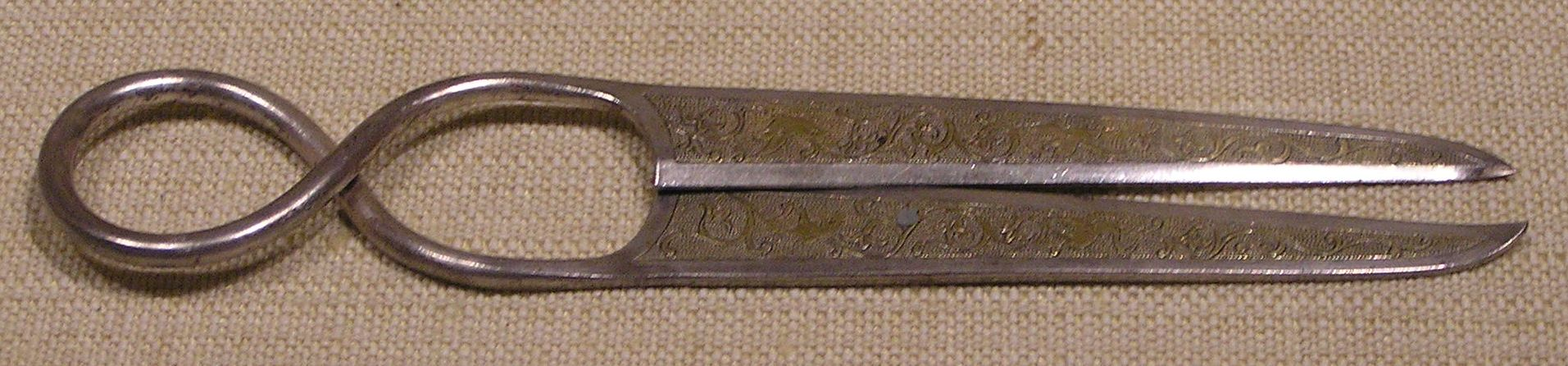
Chiếc kéo nhà Đường Trung Hoa (618–907 AD)
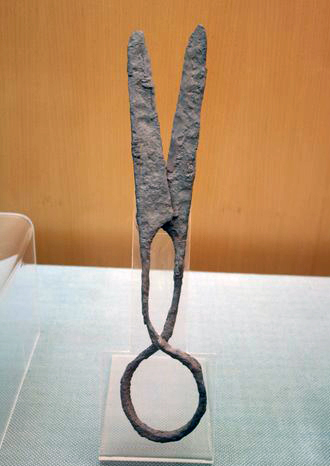
Chiếc kéo nhà Hán Trung Hoa
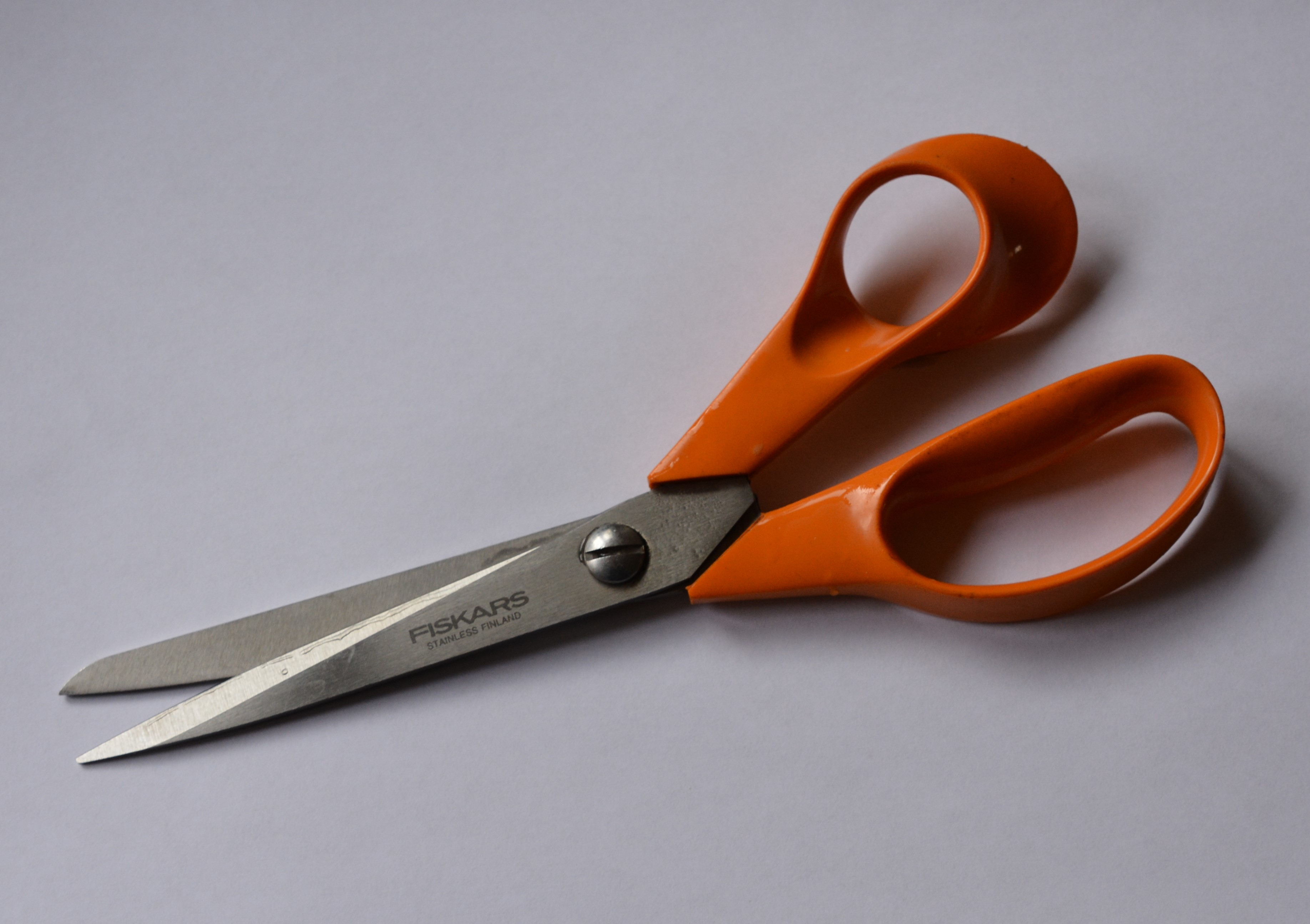
cây kéo Fiskars 1967
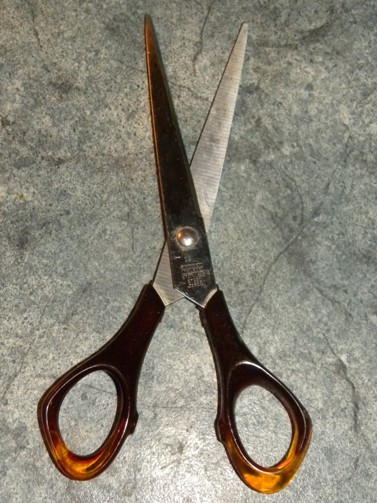
Một chiếc kéo thường gặp
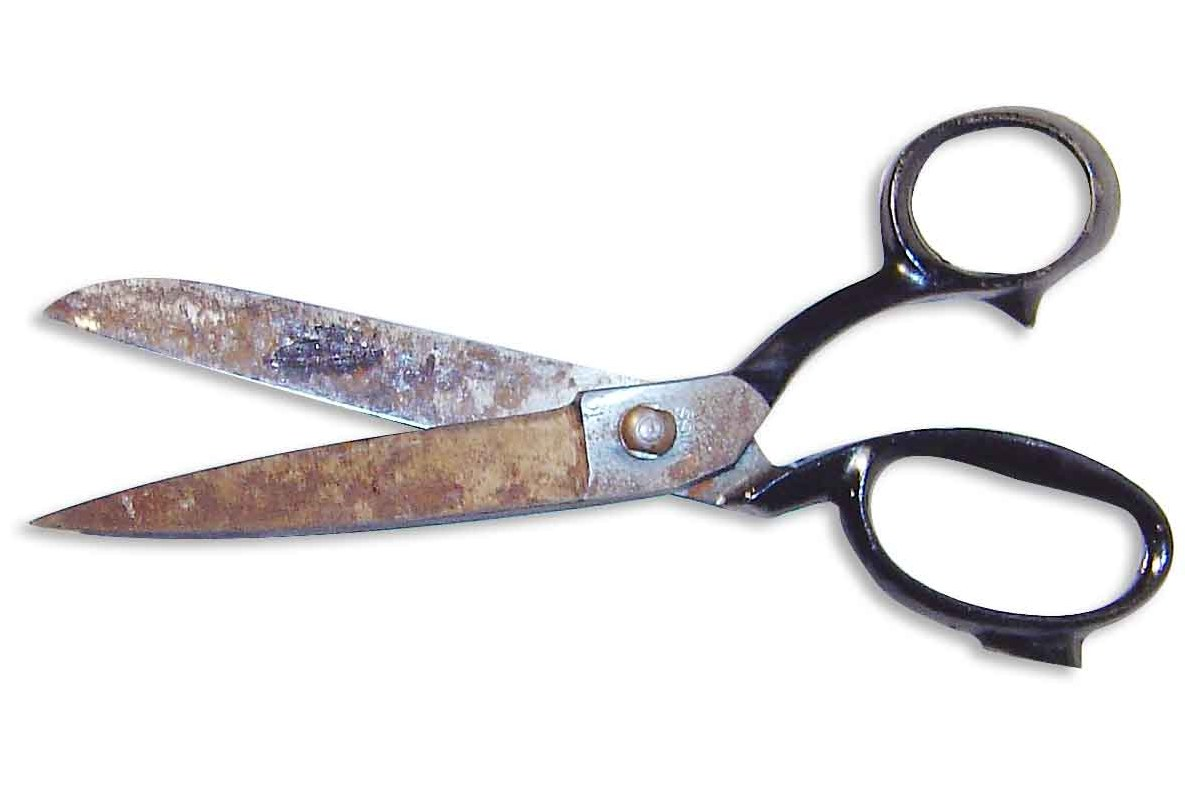
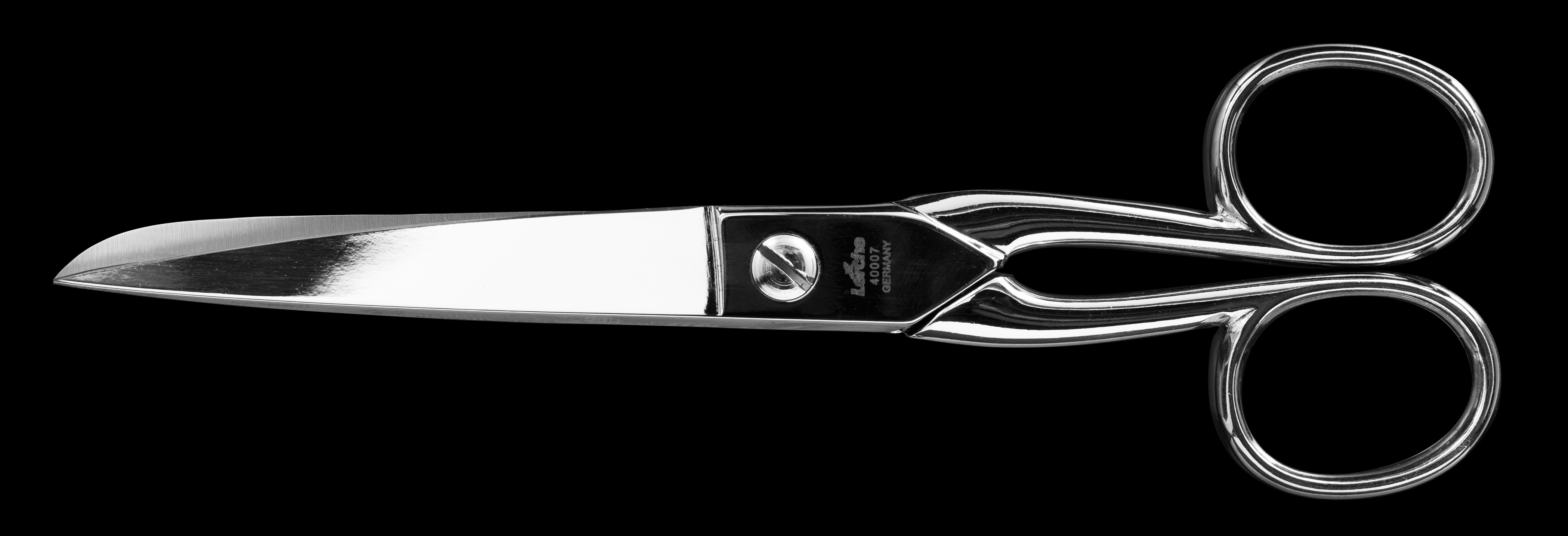
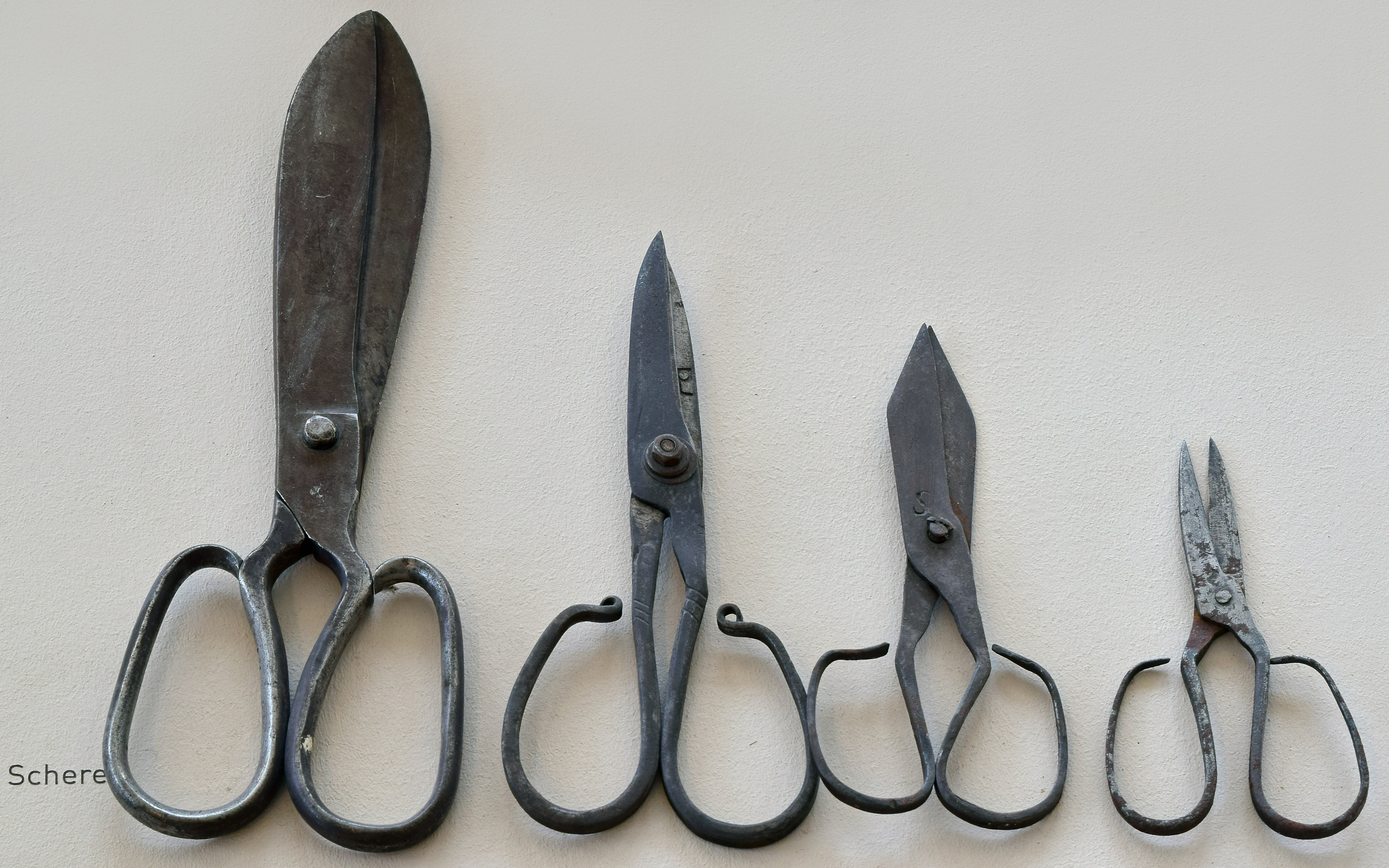
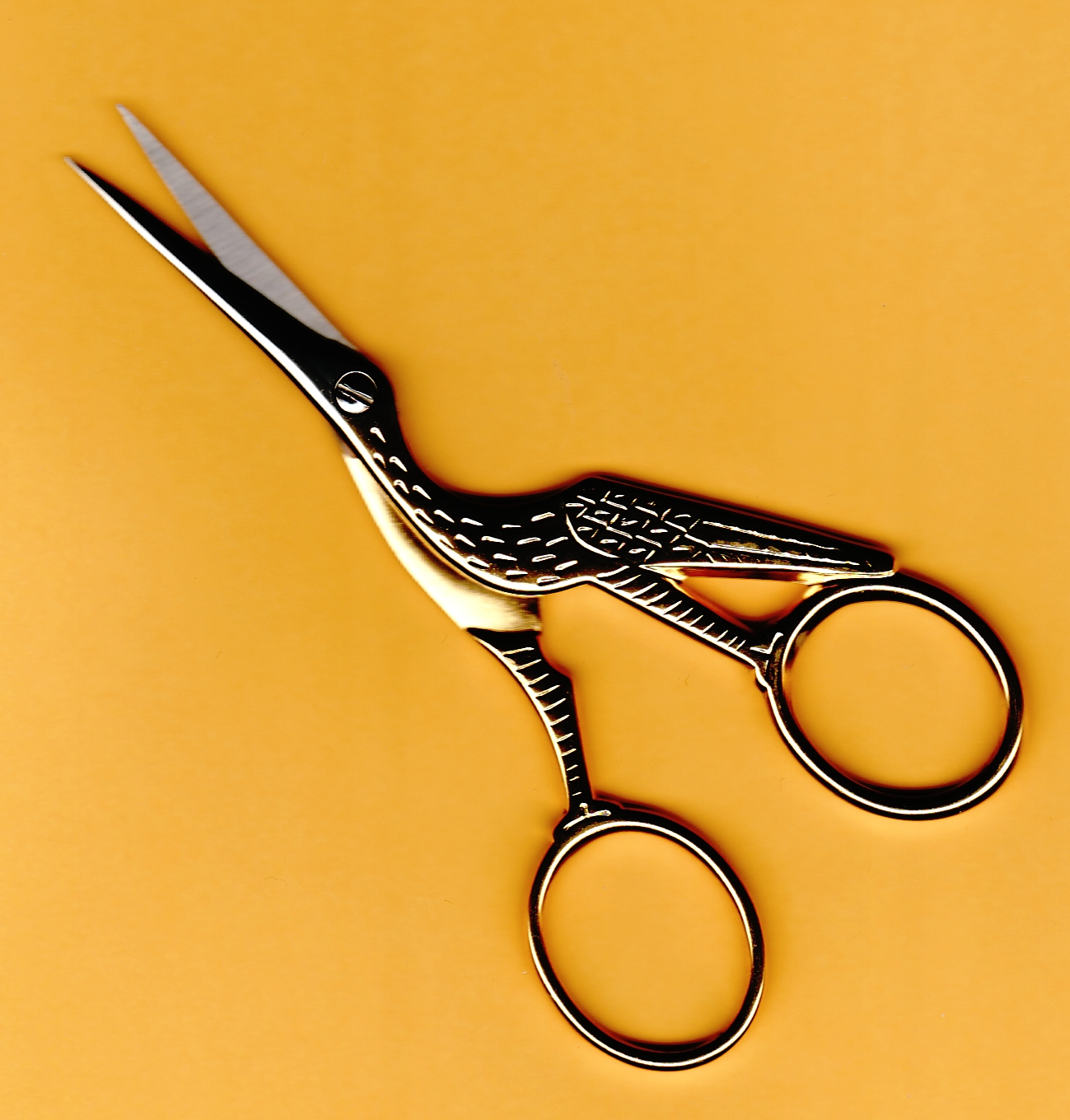